# Михайловка (Новокузнецкий район)
Михайловка — деревня в Новокузнецком районе Кемеровской области. Входит в состав Сосновского сельского поселения.

## География
Центральная часть населённого пункта расположена на высоте 348 метров над уровнем моря.

## Население
По данным Всероссийской переписи населения 2010 года, в деревне Михайловка проживает 154 человека (76 мужчин, 78 женщин).

## История
Во времена СССР в селе был колхоз Сибтруженик.